# Saint-Léonard-en-Beauce
Saint-Léonard-en-Beauce è un comune francese di 631 abitanti situato nel dipartimento del Loir-et-Cher nella regione del Centro-Valle della Loira.

## Società

### Evoluzione demografica
Abitanti censiti